# الصنصلة (العدين)

تعديل مصدري - تعديل

الصنصلة محلة تابعة لقرية الجبل، التابعة لعزلة بني عبد الله بمديرية العدين إحدى مديريات محافظة إب في الجمهورية اليمنية، بلغ تعداد سكانها 36 حسب تعداد اليمن لعام 2004.